# IC 4784
IC 4784 est une vaste galaxie lenticulaire située dans la constellation du Paon. Sa vitesse par rapport au fond diffus cosmologique est de 4 854 ± 39 km/s, ce qui correspond à une distance de Hubble de 71,6 ± 5,0 Mpc (∼234 millions d'al). Cette galaxie a été découverte par l'astronome américain DeLisle Stewart en 1901.
À ce jour, quatre mesures non basées sur le décalage vers le rouge (redshift) donnent une distance égale à 72,700 ± 16,662 Mpc (∼237 millions d'al), ce qui est à l'intérieur des valeurs de la distance de Hubble.

## Groupe d'IC 4765
Selon A. M. Garcia IC 4784 fait partie du groupe d'IC 4765. Ce groupe de galaxies renferme au moins 31 membres dont trois du New General Catalogue et 19 de l'Index Catalogue.